# Пъстро тинаму
Пъстрото тинаму (Crypturellus variegatus) е вид птица от семейство Тинамуви (Tinamidae).

## Разпространение и местообитание
Разпространен е в Боливия, Бразилия, Венецуела, Гвиана, Еквадор, Колумбия, Перу, Суринам и Френска Гвиана.